# Bugatti Type 55
Bugatti Type 55 – samochód osobowy produkowany przez francuskie przedsiębiorstwo motoryzacyjne Bugatti od roku 1932.
W 2008 roku jeden z rzadko współcześnie spotykanych egzemplarzy tego samochodu wystawiono na sprzedaż, nabywca zapłacił za niego 1 760 000 dolarów. Pojazd okazał się być prototypem – jego silnik oznaczony był numerem 1.

## Dane techniczne

### Silnik
- Silnik: S8 2262 cm³[1]
- Moc maksymalna: 130 KM (97 kW)[1]

### Osiągi
- Przyspieszenie 0-97 km/h: 13 s[1]
- Prędkość maksymalna: 180 km/h[1]